# Cripta Colònia Güell
Cripta Colònia Güell is het enige resultaat dat Antoni Gaudí heeft kunnen bereiken bij de bouw van een kerk in de door Güell bedachte arbeiderswijk Colònia Güell in het dorpje Santa Coloma de Cervelló. Hoe de voltooide kerk eruit zou gaan zien is slechts op enkele vage schetsen te zien. Duidelijke tekeningen ontbreken - zo kenmerkend voor Gaudí's manier van werken.

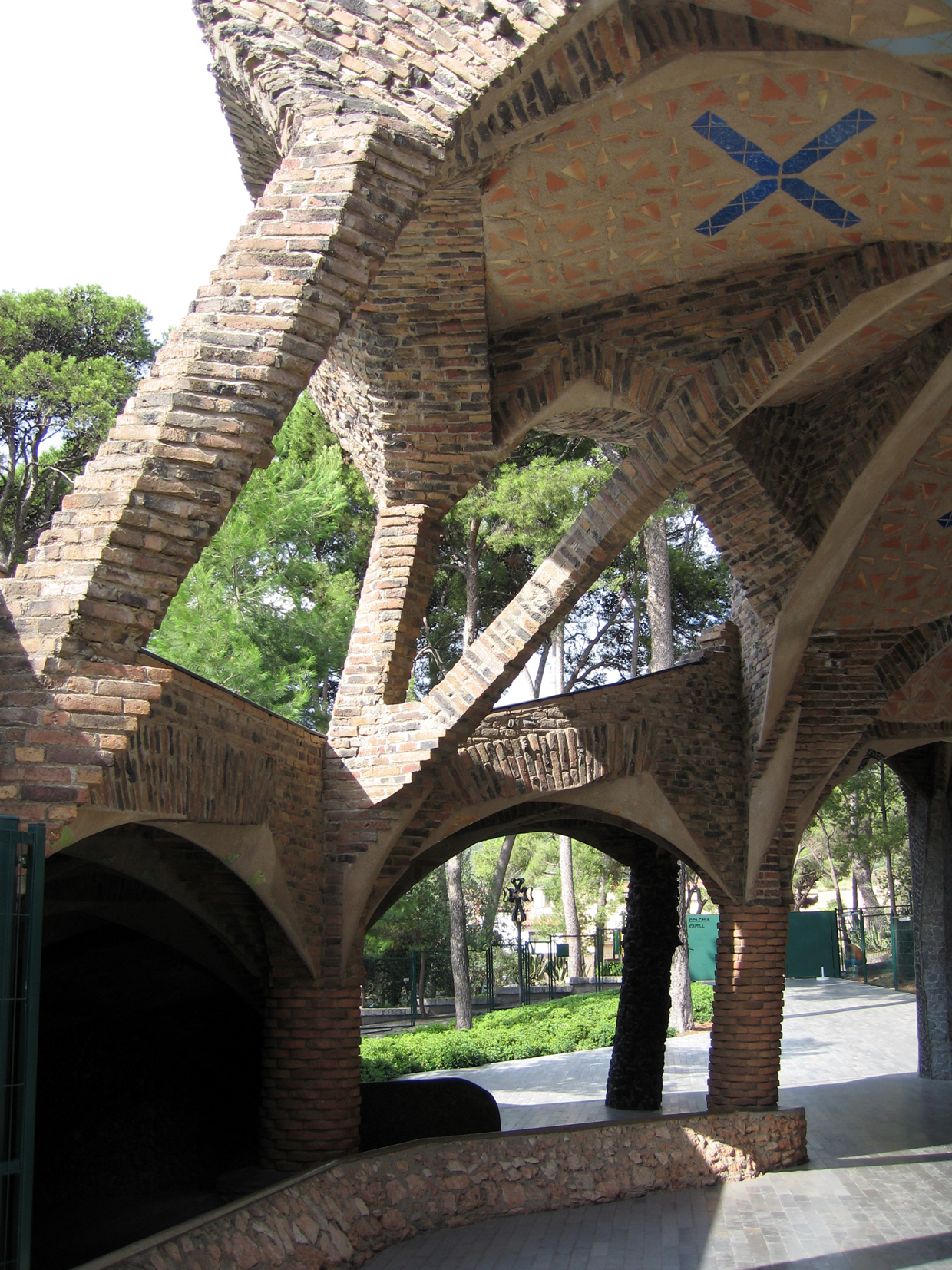
Ingang van de crypte

De crypte is grillig geconstrueerd en vormgegeven. Elke zuil en boog is uniek, waardoor de crypte de uitstraling van een grot heeft gekregen. De kerkelijke bestemming komt in het bouwwerk nog het meest tot uitdrukking in de op het Gotische rozet geïnspireerde glas-in-loodramen.
Alhambra, Generalife en Albaicín, Granada ·
Kathedraal van Burgos ·
Historisch centrum van Córdoba ·
Klooster en plaats van het Escorial, Madrid ·
Werken van Gaudí ·
Grot van Altamira en de paleolithische grotkunst van Noord-Spanje ·
Monumenten van Oviedo en het koninkrijk Asturië ·
Oude stad Ávila met de Kerken-buiten-de-Muren ·
Oude stad Segovia en aquaduct ·
Santiago de Compostella (oude stad) ·
Nationaal park Garajonay ·
Historische stad Toledo ·
Mudéjararchitectuur van Aragón ·
Oude stad Cáceres ·
Kathedraal, Alcázar en Archivo General de Indias in Sevilla ·
Oude stad Salamanca ·
Klooster van Poblet ·
Archeologisch ensemble van Mérida ·
Pelgrimsroute naar Santiago de Compostella ·
Koninklijk klooster van Santa Maria de Guadalupe ·
Nationaal park Doñana ·
Historische ommuurde stad Cuenca ·
La Lonja de la Seda van Valencia ·
Las Médulas ·
Palau de la Música Catalana en Hospital de Sant Pau, Barcelona ·
Monte Perdido ·
Kloosters van San Millán Yuso en Suso ·
Prehistorische rotskunst in de Coa Vallei en de Siega Verde ·
Rotskunst van het Middellandse Zeebekken op het Iberisch Schiereiland ·
Universiteit en historische parochie van Alcalá de Henares ·
Ibiza, biodiversiteit en cultuur ·
San Cristóbal de La Laguna ·
Archeologisch ensemble van Tarraco ·
Archeologisch Atapuerca ·
Catalaanse romaanse kerken van de Vall de Boí ·
Palmeral van Elche ·
Romeinse muur van Lugo ·
Cultuurlandschap van Aranjuez ·
Monumentale renaissance-ensembles van Úbeda en Baeza ·
Vizcayabrug ·
Oude en voorhistorische beukenbossen van de Karpaten en andere regio's van Europa ·
Nationaal park El Teide ·
Herculestoren ·
Cultuurlandschap van de Serra de Tramuntana ·
Erfgoed van kwik. Almadén en Idrija ·
Dolmens van Antequera ·
Kalifaatstad Medina Azahara ·
Cultuurlandschap van de Risco Caído en de heilige bergen van Gran Canaria  ·
Paseo del Prado en Parque del Buen Retiro, een landschap van kunst en wetenschap
Dit object is onderdeel van het ensemble werken van Gaudí dat in 1984 en 2005 in twee fasen op de werelderfgoedlijst van de UNESCO is geplaatst. Andere items ervan zijn:
Casa Batlló · 
Casa Milà · 
Casa Vicens · 
Cripta Colònia Güell · 
Park Güell · 
Palau Güell · 
Gaudí's werk aan de Sagrada Família